# Artur Czilingarow
Artur Nikołajewicz Czilingarow (ros. Артур Николаевич Чилингаров, ur. 25 września 1939 w Leningradzie, zm. 1 czerwca 2024 w Moskwie) – radziecki i rosyjski badacz polarny, oceanolog, geograf, polityk, Bohater Związku Radzieckiego (1986), Bohater Federacji Rosyjskiej (2008).

## Życiorys
Urodził się jako syn Ormianina i Rosjanki. Skończył 10 klas szkoły, pracował jako ślusarz montażowy w zakładzie im. Ordżonikidze, w 1963 ukończył Leningradzką Wyższą Szkołę Wojskowo-Morską im. Makarowa ze specjalnością "oceanologia". Pracował w Arktycznym Obserwatorium Naukowo-Badawczym w Tiksi jako inżynier-hydrolog, badał Północny Ocean Lodowaty i atmosferę oceaniczną, w 1965 został I sekretarzem bułuńskiego rejonowego komitetu Komsomołu w Jakuckiej ASRR, 1969-1971 kierował ekspedycją naukową "Siewier-21" jako szef dryfującej stacji polarnej "Siewiernyj-Polus-19" i "Siewiernyj-Polus-22". W 1971 został szefem stacji "Bellinsgauzen" 17 radzieckiej ekspedycji polarnej, 1974-1979 był szefem Amdiermińskiego Terytorialnego Zarządu ds. Hydrometeorologii i Kontroli Środowiska Naturalnego, 1979-1986 szefem Zarządu Kadr i Instytucji Edukacyjnych i członek Państwowego Komitetu ZSRR ds. Hydrometeorologii i Kontroli Środowiska Naturalnego, w 1985 kierował specjalną ekspedycją poszukiwania statku "Michaił Somow", który utknął na Oceanie Południowym; w ekstremalnych warunkach (wiatr dochodzący do 50 m/s) pomyślnie przeprowadził operację ratunkową, wykazując się zdolnościami organizacyjnymi i odwagą. W latach 1986–1992 był zastępcą przewodniczącego Państwowego Komitetu ZSRR ds. Hydrometeorologii i Kontroli Środowiska Naturalnego, szef Głównego Zarządu ds. Arktyki, Arktyki i Światowego Oceanu, w 1990 został prezydentem Towarzystwa Polarników Radzieckich (obecnie Towarzystwo Polarników Rosji), w 2002 kierował przelotem samolotu An-3T na Biegun Południowy, w 2003 doprowadził do otwarcia długoterminowej dryfującej stacji polarnej "Siewiernyj Polus-32". Latem 2007 jako specjalny przedstawiciel Prezydenta Federacji Rosyjskiej ds. Zagadnień Międzynarodowego Roku Polarnego kierował rosyjską podwodną ekspedycją polarną "Arktika-2007" na Biegun Północny, która osiągnęła głębokość 4261 metrów. W grudniu 2008 został specjalnym przedstawicielem Prezydenta Federacji Rosyjskiej ds. Międzynarodowej Pracy w Arktyce i Antarktyce, a w 2011 członkiem Rady Federacji i Komitetu Rady Federacji ds. międzynarodowych. W latach 1993–2011 był deputowanym do Dumy Państwowej 1, 2, 3, 4 i 5 kadencji, 2003-2011 jako członek frakcji Jedna Rosja; 1993-2007 był zastępcą przewodniczącego Dumy Państwowej. W 2001 został doktorem nauk geograficznych, potem profesorem, a w 2008 członkiem korespondentem RAN. Został wpisany do Księgi Guinnessa jako pierwszy człowiek, który w ciągu 6 miesięcy przebywał na obu biegunach.

## Odznaczenia i nagrody
- Złota Gwiazda Bohatera Związku Radzieckiego (14 lutego 1986)
- Bohater Federacji Rosyjskiej (9 stycznia 2008)
- Order „Za zasługi dla Ojczyzny” III klasy (12 czerwca 2007)
- Order „Za zasługi dla Ojczyzny” IV klasy (21 lipca 2014)
- Order „Za zasługi morskie” (27 stycznia 2003)
- Order Lenina (14 lutego 1986)
- Order Czerwonego Sztandaru Pracy (8 kwietnia 1981)
- Order „Znak Honoru” (17 marca 1976)
- Nagroda Państwowa ZSRR (1981)
- Nagroda "Człowiek Roku" Rosyjskiego Instytutu Biograficznego (2002)
- Order Bernardo O’Higginsa (2006, Chile)
- Legia Honorowa (Francja, 2007)
- Order Świętego Masztoca (Armenia, 17 września 2008)
- Order Przyjaźni (Osetia Południowa, 19 czerwca 2009)